# Batman: hijo del demonio
Batman: Hijo del demonio (Batman: Son of the Demon) es un cómic ambientado en el universo de Batman. Fue escrita por Mike W. Barr y dibujada por Jerry Bingham, y fue publicada como novela gráfica por DC Comics en 1987.
La historia narra la alianza entre Batman y el supervillano Ra's al Ghul para enfrentar a un terrorista enemigo común. Aunque lo que más destaca en la historia es que Batman finalmente desposa a Talia al Ghul (uno de sus amores imposibles), transformándose así en el digno heredero ("hijo") que Ra's siempre soñó tener.

## Argumento
Batman se encuentra investigando un ataque terrorista y un asesinato, lo cual lo llevan a sospechar de un antiguo rival, el megalómano ecologista Ra's Al Ghul. Al comprobar que este era inocente y que ambos conocen al causante (un peligroso terrorista internacional, quien además es el responsable de la muerte de la madre de Talia), deciden formar una alianza que no solo hará trabajar en conjunto a Batman y a Ra’s, sino que lo hará unirse conyugálmente con su enamorada Talia (hija de Ra’s).
Con Batman y Talia liderando al ejército de Ra's, y este último considerando a Batman como su único digno heredero, las cosas comienzan a funcionar en esta nueva alianza en su lucha contra este enemigo común: Qayin.
Pronto Talia se embaraza y, por primera vez en su vida desde la muerte de sus padres, Bruce Wayne sueña con la alegría de poder formar una familia. Es entonces cuando decide que abandonará todo plan que ponga en riesgo su idea de construir un hogar. Talia, al darse cuenta de este cambio, finge la pérdida del bebé y aleja a Batman para que este continúe con su misión y cruzada contra el crimen en Gotham.

## Relevancia
- Entre la recepción crítica de esta obra, destaca la del sitio web IGN, ubicándola en el séptimo lugar de su lista de Las 25 Mejores Novelas Gráficas de Batman.[1]

- Batman: Son of the Demon fue el primer cómic de Batman y de DC Comics publicado en formato de novela gráfica.

- En este cómic fue la primera vez en que se insinuó la idea de que Batman y Talia tuvieran un hijo. Posteriormente, el 2006, el guionista Grant Morrison creó a Damian Wayne al Ghul. Pero con la salvedad de que Morrison aún no había leído esta novela, sino que se había basado en el matrimonio ocurrido en el "DC Special Series #15" (1978) titulado "I Now Pronounce You Batman And Wife!" (¡Yo os declaro Batman y esposa!), escrito por Dennis O'Neil. Aun así, ambas historias (de O'Neil y de Barr) son tomadas en cuenta a la hora de hablar del origen de Damian.

## Idioma español
El cómic fue publicado en español originalmente por Editorial Zinco en 1988, y años después (2005) por Editorial Planeta DeAgostini en el N.º 3 de su colección "La Saga de Ra`s al Ghul".